# Johannes Schöner
Johannes Schöner (o Johann Schönner, Johann Schoener, Jean Schönner, Joan Schoenerus) (Karlstadt, 16 gennaio 1477 – Norimberga, 16 gennaio 1547) è stato un matematico e astrologo tedesco.

## Biografia
Come mathematicus cinquecentesco, fu allo stesso tempo prete, astronomo, astrologo, geografo, cosmografo, cartografo, matematico, produttore di mappamondi e strumenti scientifici, editore e redattore di testi scientifici.

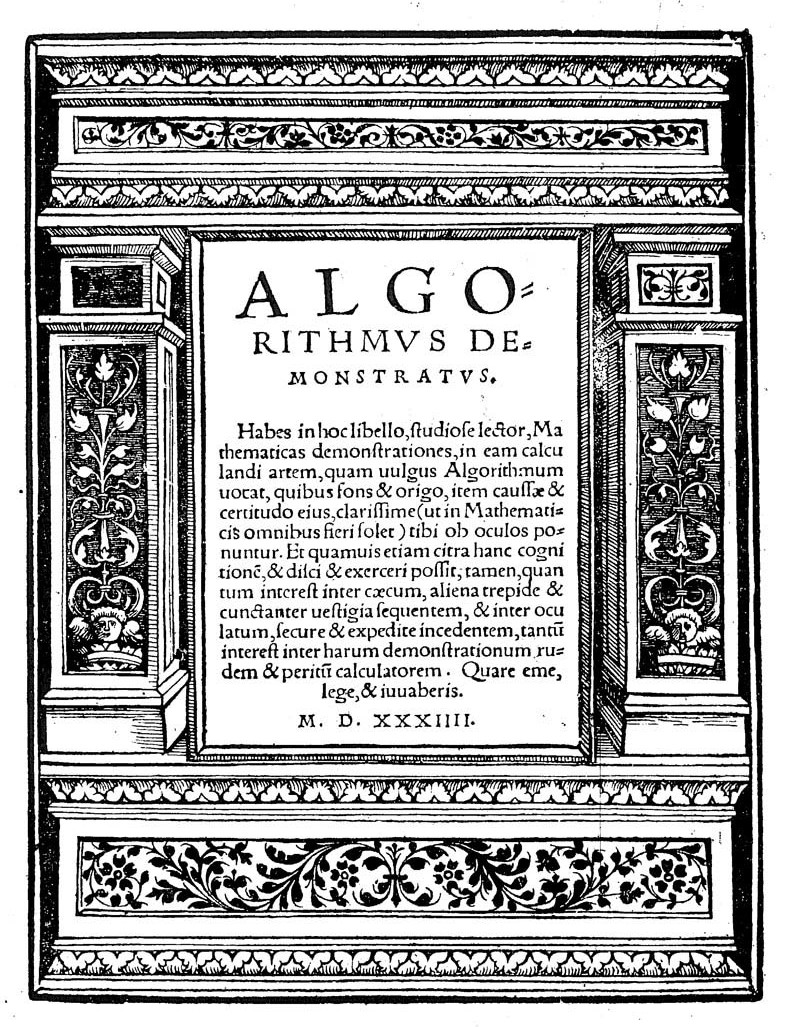
Algorithmus demonstratus, 1534

Al tempo, era rinomato in Europa per i suoi innovativi mappamondi nonché come cosmografo e astrologo. È oggi prevalentemente ricordato in quanto il suo lavoro preparò il terreno per il De revolutionibus di Copernico (Norimberga,  1543).
Il suo volto compariva nella banconota da 1.000 marchi tedeschi fino al 1988.

## Opere
- (LA) Johann Schöner, Algorithmus demonstratus, Johann Petreius, 1534.
- (LA) Johann Schöner, De judiciis nativitatum libri tres, Johann Petreius, 1545.